# Jinočany
Jinočany (en allemand : Jinotschan) est une commune du district de Prague-Ouest, dans la région de Bohême-Centrale, en République tchèque. Sa population s'élevait à 1 991 habitants en 2020.

## Géographie
Jinočany se trouve à 3 km à l'est de Rudná et à 13 km à l'ouest-sud-ouest du centre de Prague.
La commune est limitée par Chrášťany au nord, par Prague à l'est, par Zbuzany et Dobříč au sud, par Nučice à l'ouest et par Rudná au nord-ouest.

## Histoire
La première mention écrite de la localité date de 1406.